# Aenne-Biermann-Preis
Der Aenne-Biermann-Preis für deutsche Gegenwartsfotografie, nach der deutschen Fotografin Aenne Biermann benannt, ist eine deutsche Auszeichnung für Fotografie.

## Geschichte
Der Preis wird seit 1992 alle zwei Jahre von der Stadt Gera  vergeben. Er soll einen umfassenden Überblick über die zeitgenössische junge Fotografie in Deutschland vermitteln und ist mit 2000 Euro  (1. Preis), 1500 Euro (2. Preis) und 1000 Euro (3. Preis) dotiert.  Weiterhin gibt es Anerkennungen zu je 500 Euro. Den Preisträgern ist zusätzlich die Teilnahme an der entsprechenden Ausstellung im Museum für Angewandte Kunst in Gera garantiert.
Die Jury besteht aus einem Vertreter des Museums für Angewandte Kunst Gera, einem Vertreter von Art Regio, dem 1. Preisträger des vorangegangenen Wettbewerbs und zwei renommierten Fototheoretikern (z. B. Kunstwissenschaftler, Fotojournalist, Kustode).
Teilnehmen können alle Fotografen, Fotografiker und Fotodesigner aus Deutschland.

## Preisträger (Auswahl)
- 1997 Wiebke Loeper
- 2001 Daniela Wagner (1. Preis), Nina Schmitz (2. Preis), Katharina Mayer (3. Preis)[1]
- 2003 Timo Nasseri, Katja Stuke, Kerstin Braun
- 2005 Michael Koch, Tatjana Hallbaum
- 2007 Mirko Martin (1. Preis), Markus Neis (2. Preis)[2]
- 2010 Florian Fischer (1. Preis),[3] Jan Stradtmann (2. Preis), Birthe Piontek (3. Preis)[4]
- 2013 Clara Bahlsen (1. Preis), Conrad Müller (2. Preis)[5]
- 2015 Daniel Poller[6]
- 2017 Andreas Rost (1. Preis), Almut Hilf (2. Preis), Hayahisa Tomiyasu (3. Preis)[7]
- 2021 Alba Frenzel (1. Preis), Julian Slagman (2. Preis), Daniela Friebel (3. Preis)[8]
- 2023 Stefanie Schroeder (1. Preis), Kai-Uwe Schulte-Bunert (2. Preis)[9]